# Mariä Himmelfahrt (Pfreimd)

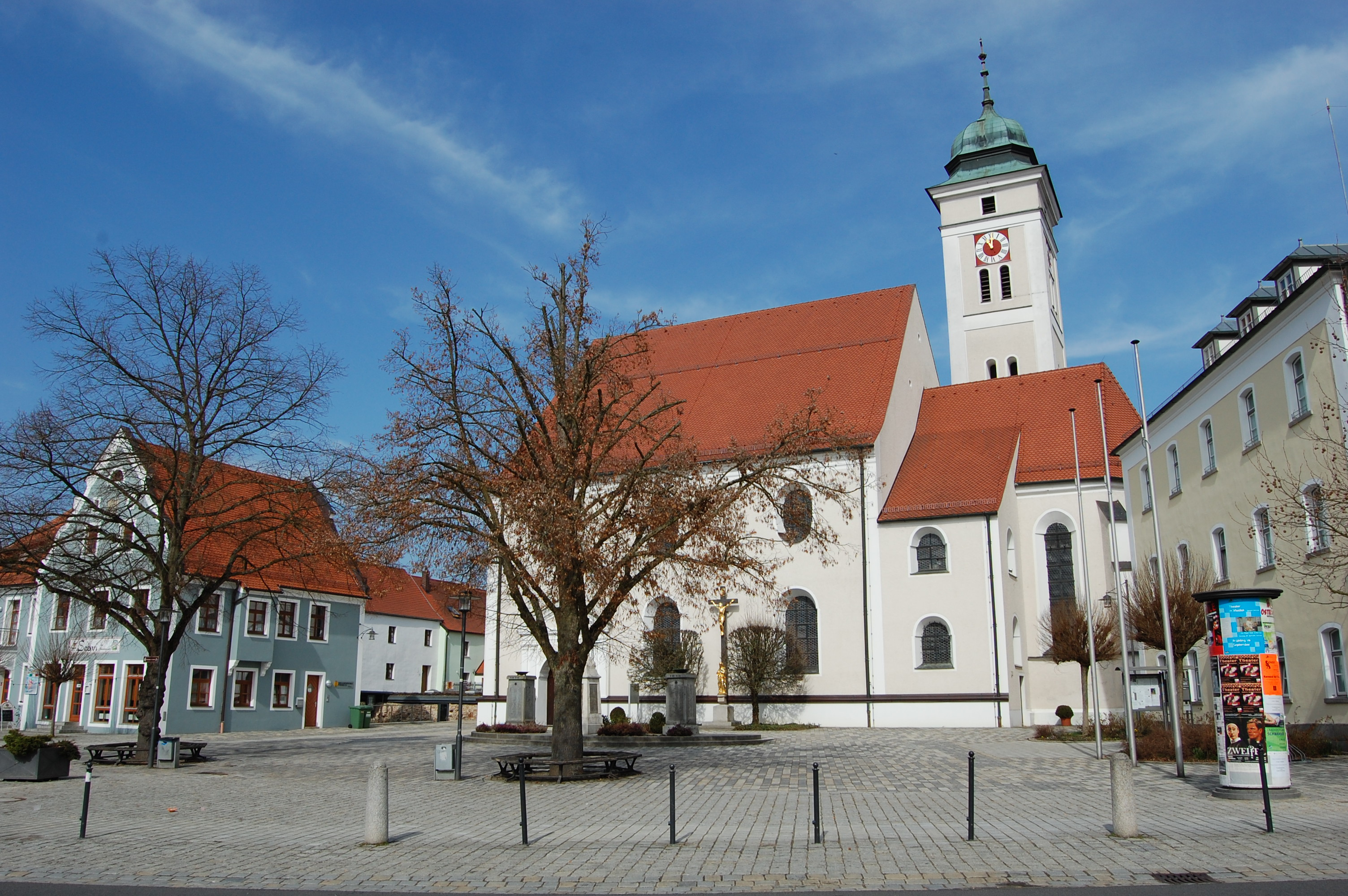
Mariä Himmelfahrt (Pfreimd)

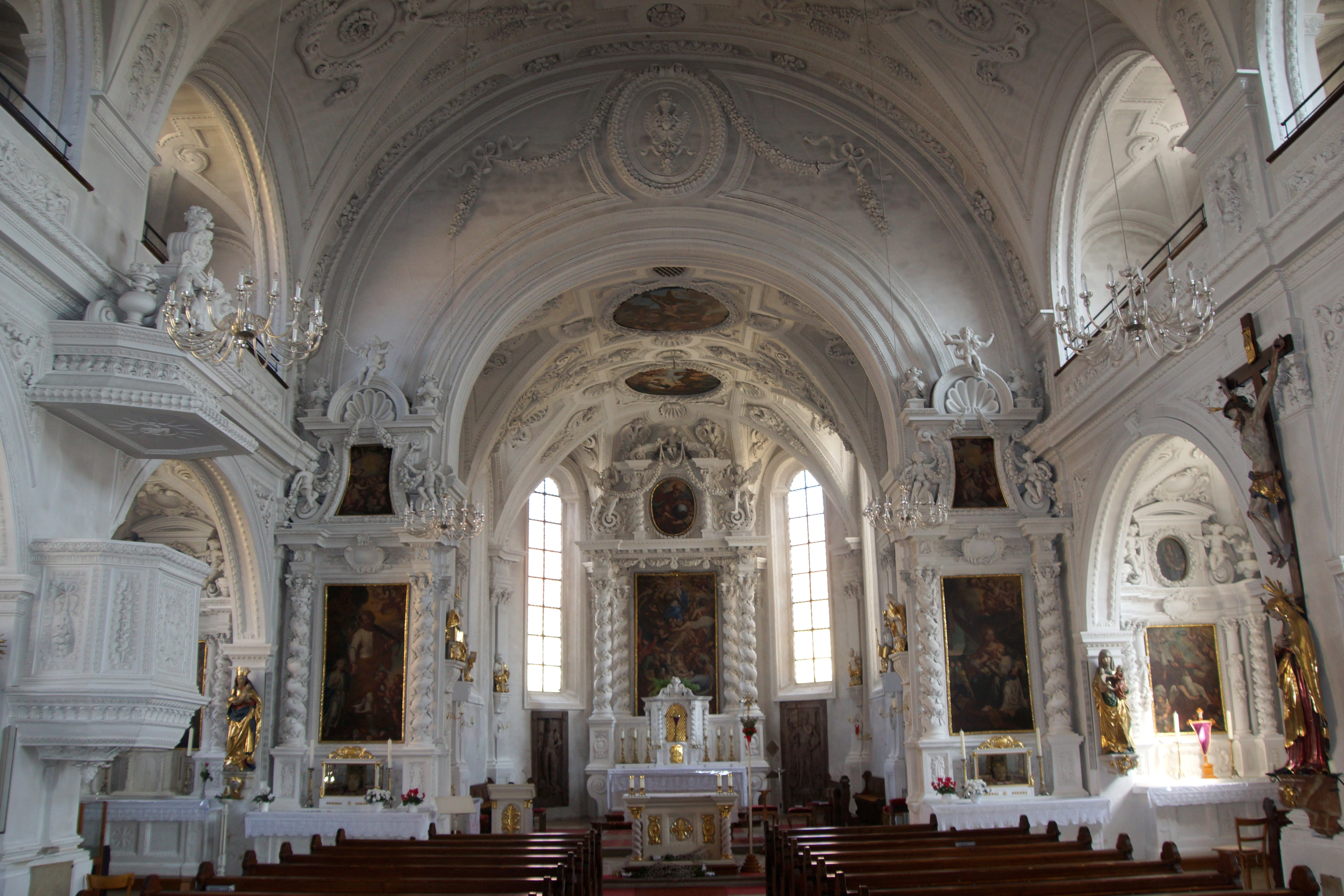
Innenansicht nach Osten

Die römisch-katholische Pfarrkirche Mariä Himmelfahrt ist eine gotische, barockisierte Saalkirche in Pfreimd im Landkreis Schwandorf im Regierungsbezirk Oberpfalz. Sie gehört zur Kirchengemeinde Mariä Himmelfahrt Pfreimd im Bistum Regensburg und ist als einheitliches, durch den eingreifenden barocken Umbau geprägtes Raumkunstwerk von überregionaler Bedeutung.

## Geschichte

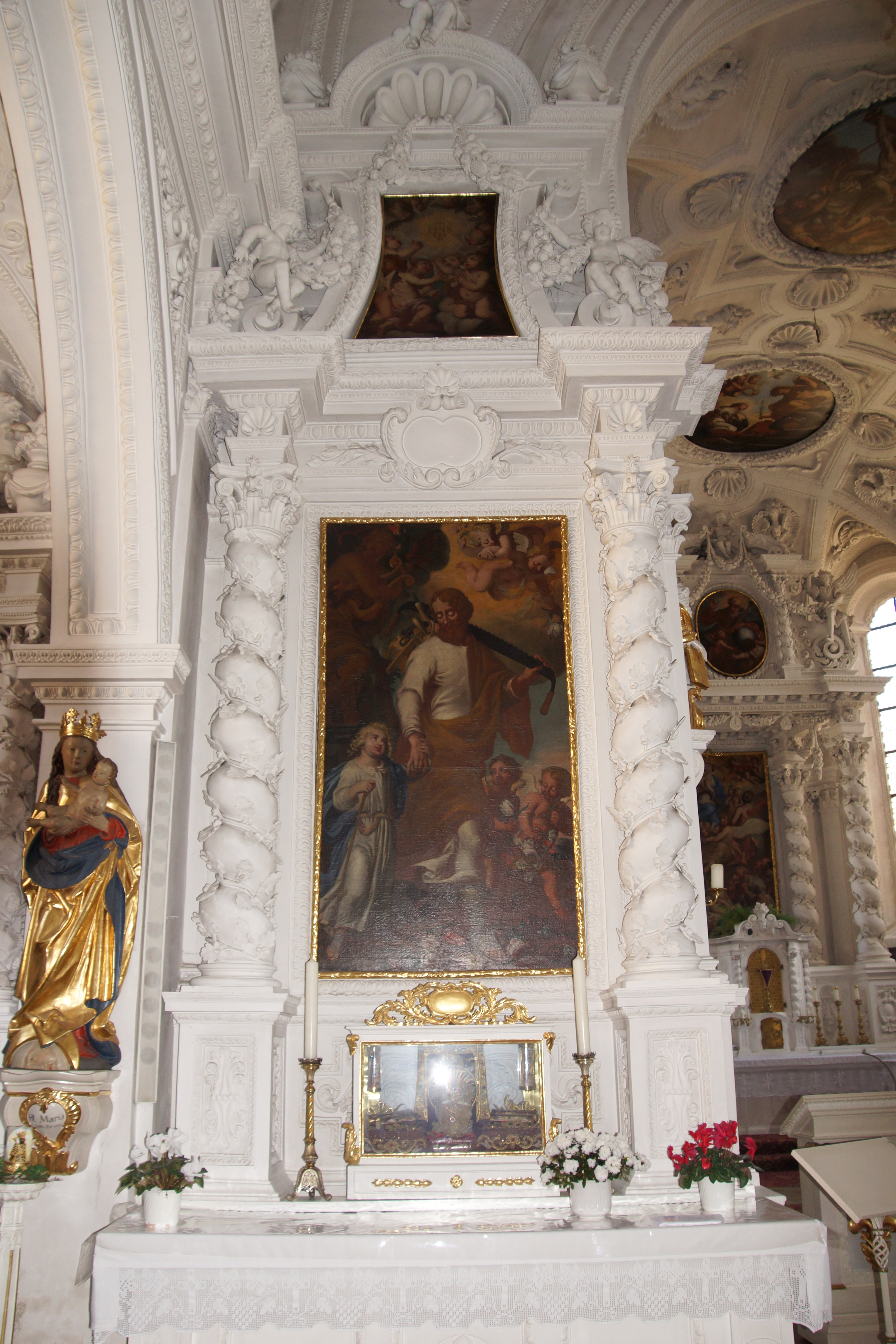
Linker Seitenaltar

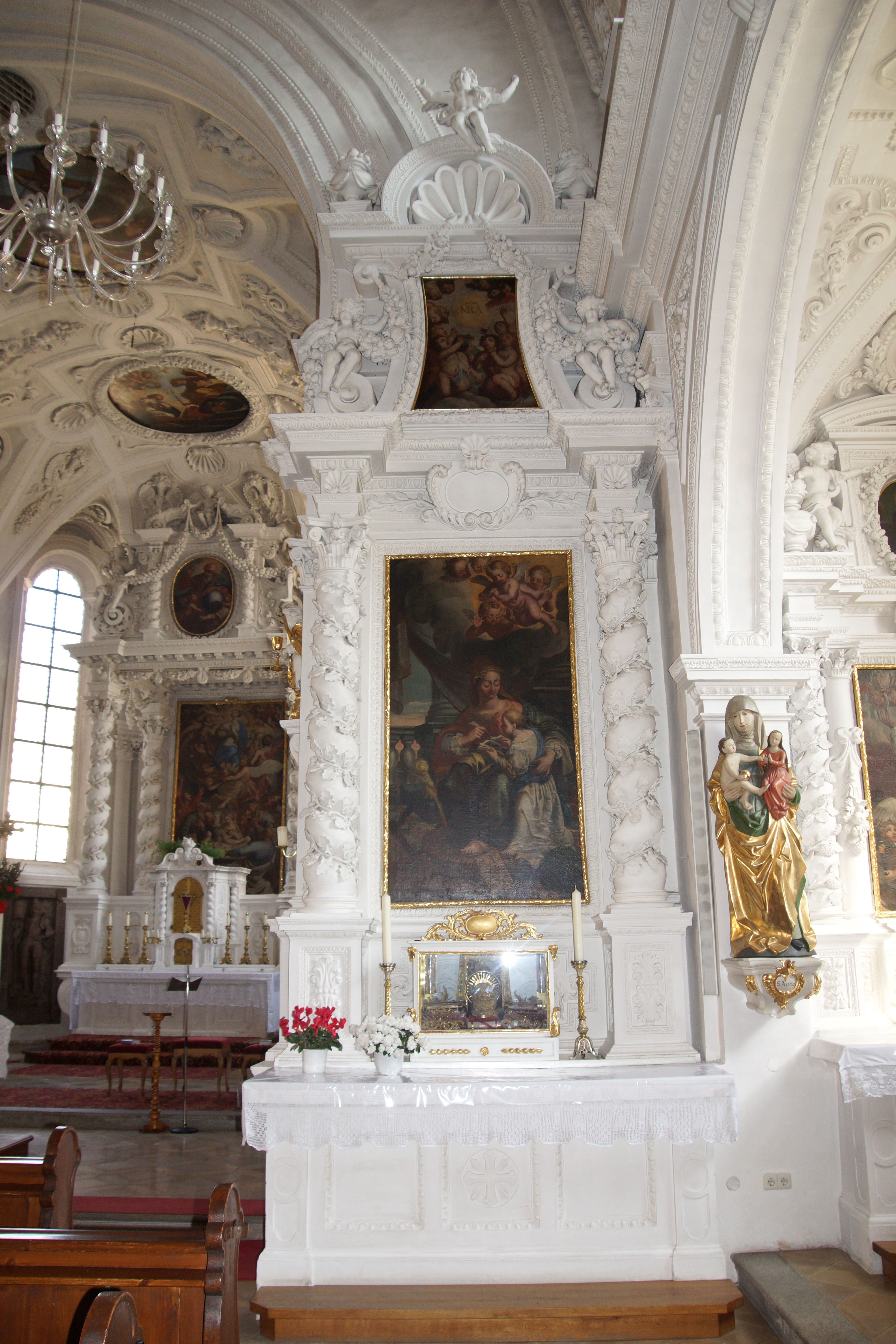
Rechter Seitenaltar

Die Kirche gehörte ab 1216 zu einer selbstständigen Pfarrei; bis dahin gehörte sie zu Perschen. Sie wurde nach zeitgenössischen Quellen als Kollegiatstift gegründet. Nach einer Brandzerstörung wurde 1481 unter Landgraf Friedrich V. von Leuchtenberg ein Neubau in unmittelbarer Verbindung zum Schloss errichtet, der auch als Grablege für den Landgrafen diente und 1515 vollendet wurde; der Chor entstand nach Entwürfen des Amberger Stadtbaumeisters Wolf Keul ab 1513. Der 1576 bis 1579 erbaute Turm wurde 1654/1655 bis auf das Erdgeschoss abgetragen. 
Seit 1670 gab es infolge Baufälligkeit der Kirche Planungen zu einem Neubau; bevor Johann Schmuzer aus Wessobrunn den Auftrag erhielt, war bereits mit mehreren Baumeistern, darunter Pietro Spineta, verhandelt worden. 
Im Auftrag war vereinbart worden, dass der gotische Chor mit der landgräflichen Grablege und die westliche Giebelmauer des Langhauses beibehalten werden sollten; die Größe des Hauptraums und die Seitenkapellen waren ebenfalls festgelegt, weiterhin zwei Portale und die Art der Gewölbedekoration in Anlehnung an die Türkheimer Pfarrkirche. Im Jahr 1682 sollte der Bau vollendet sein. Die Weihe erfolgte jedoch erst 1685. In den Jahren 1686 bis 1688 wurde der neu erbaute Turm abgetragen und mit einer Eichenpfahlgründung von Schmuzer von neuem erbaut. 1711 wurde der Innenraum erstmals getüncht. 1808 wurde die heutige Kuppelhaube auf den Turm gesetzt. Eine vollständige Restaurierung erfolgte in den Jahren 1988 bis 1990.

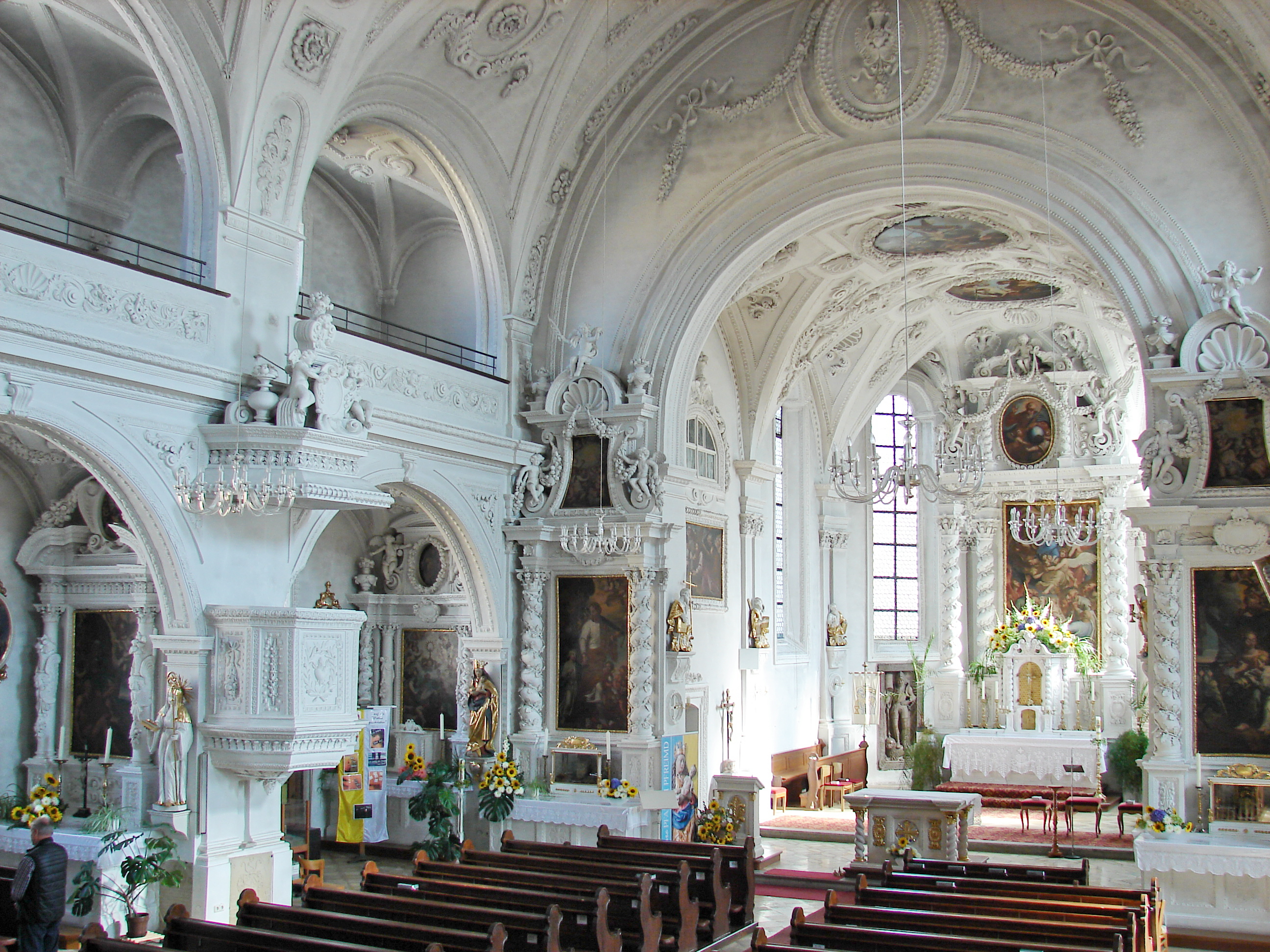
Innenansicht nach Nordost

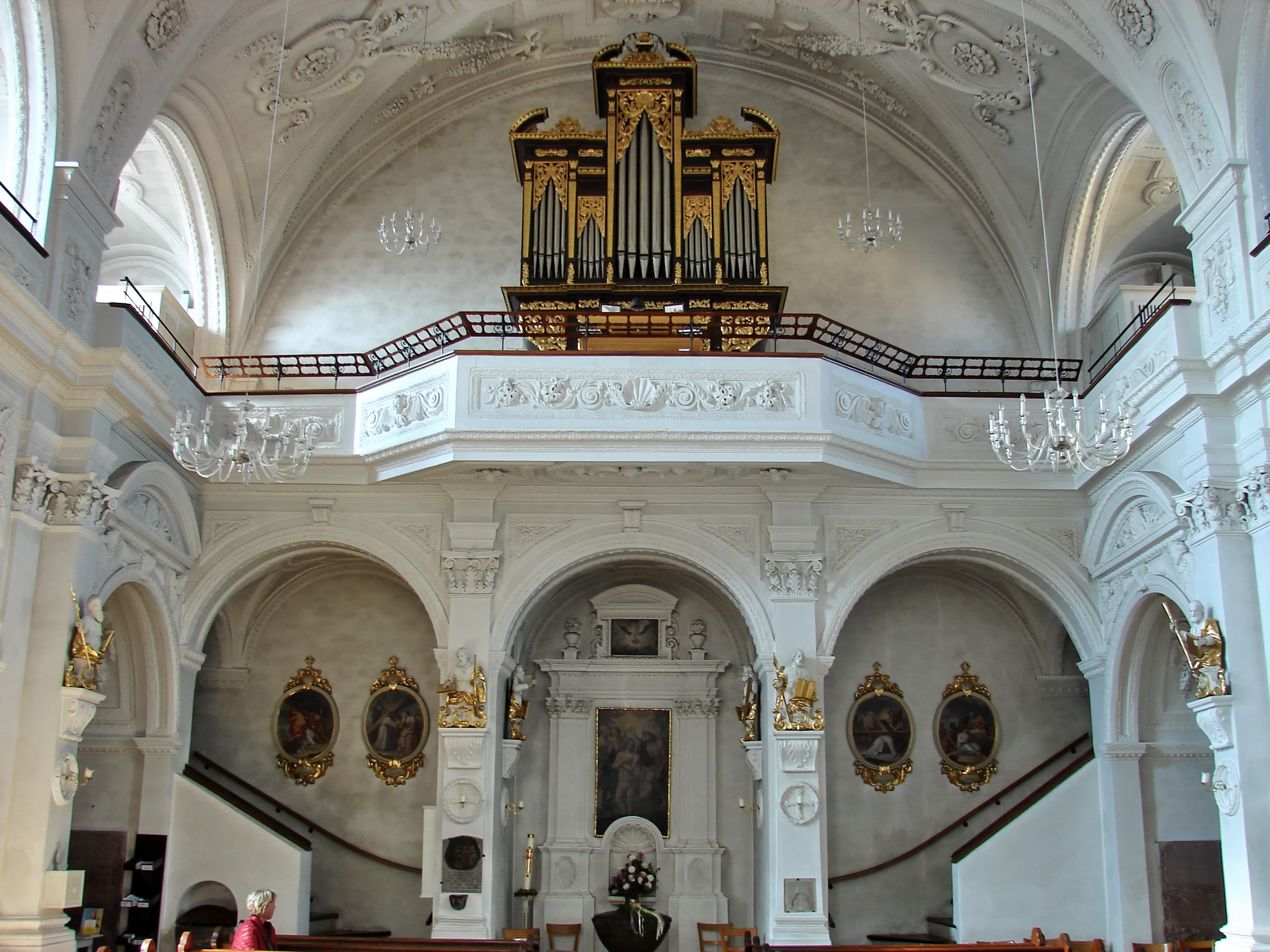
Innenansicht nach Westen

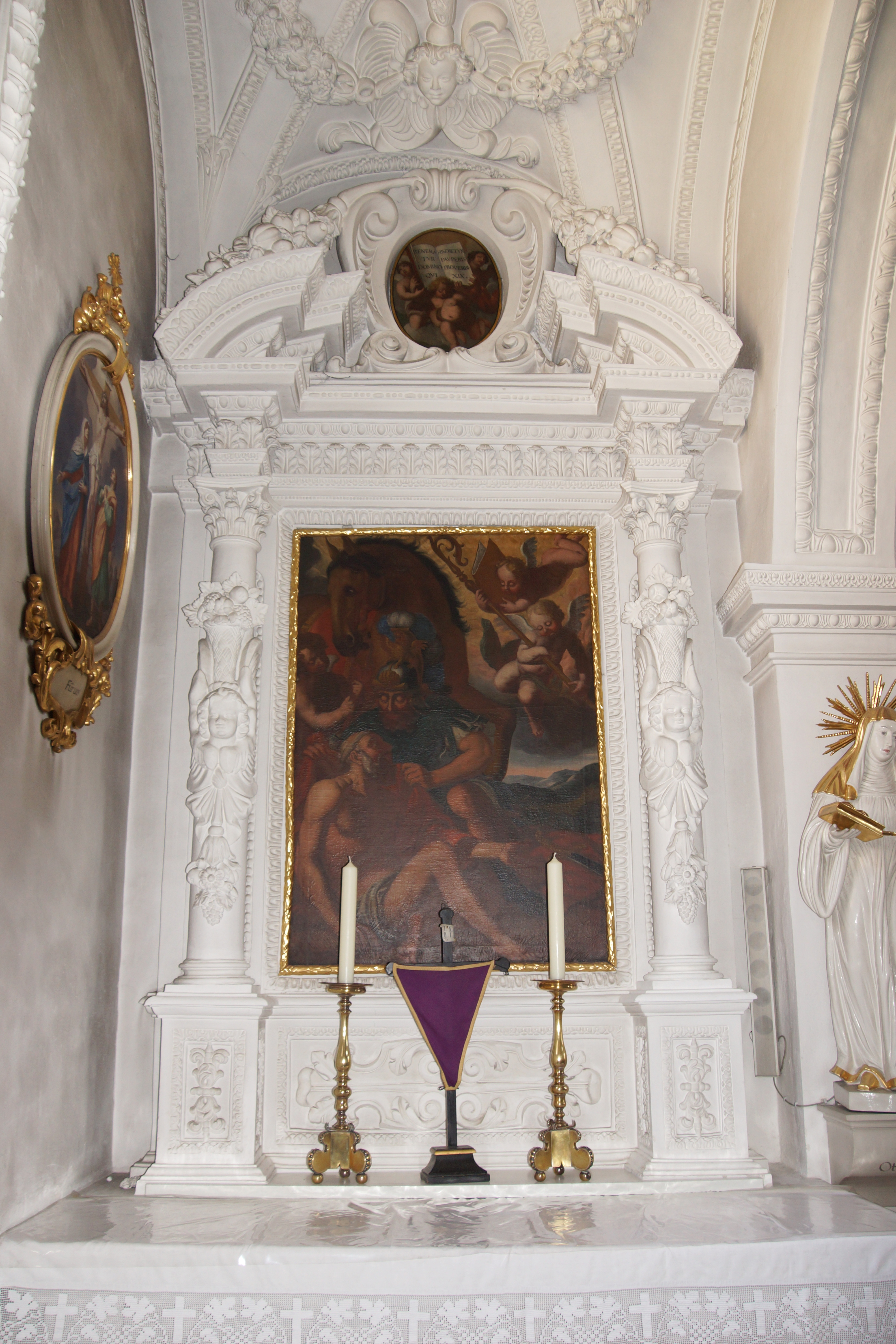
Linke Seitenkapelle

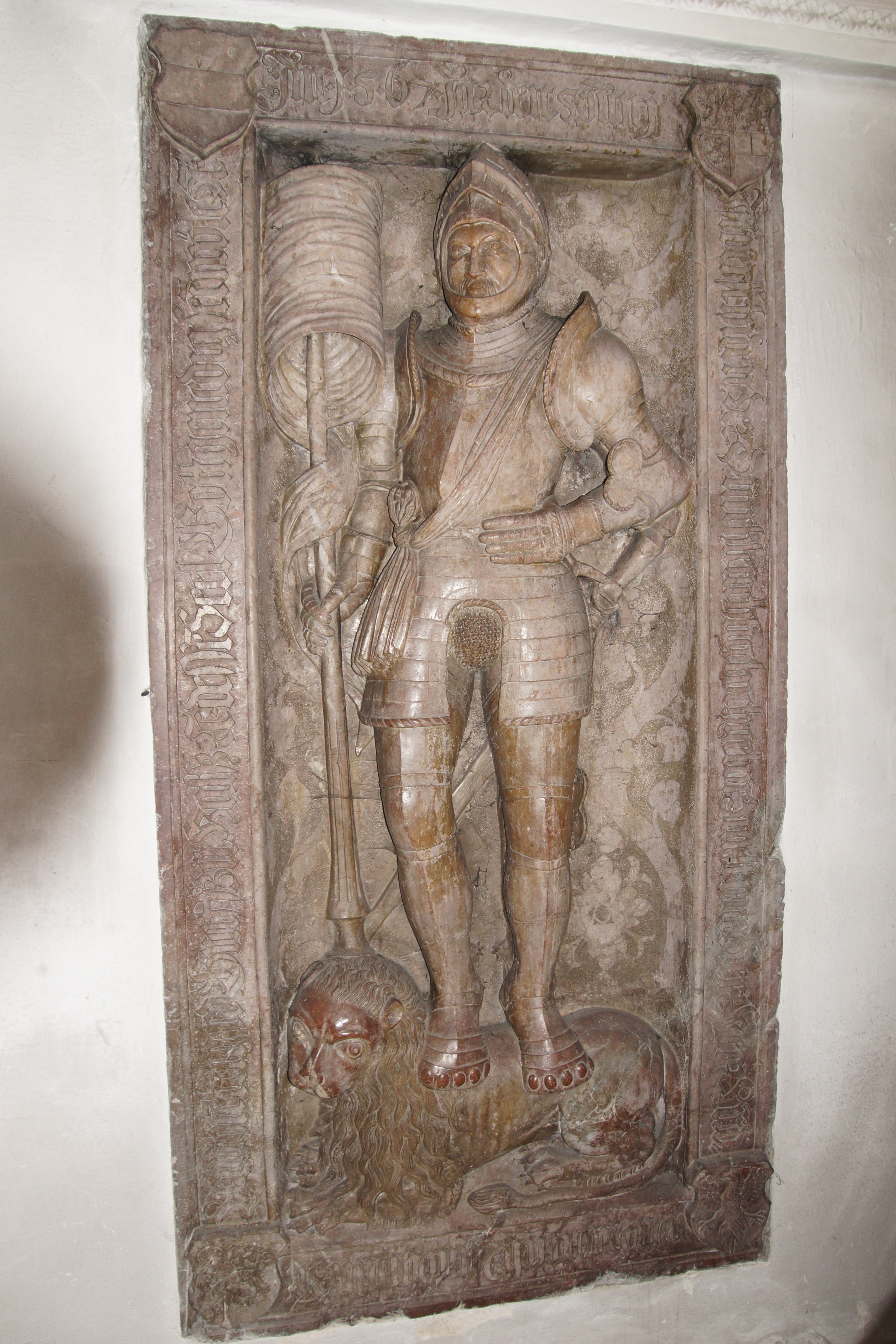
Grabstein des Heinrich von Leuchtenberg

## Architektur
Das Bauwerk mit der engen Verbindung von Architektur, Stuckdekor und Ausstattung kann als ein Nachfolger der Theatinerkirche in München betrachtet werden. Das Vorbild der Michaelskirche in München ist an dem einschiffigen Aufbau des Langhauses mit Wandpfeilern zu erkennen. Es ist die künstlerisch wertvollste Raumschöpfung der Wessobrunner Schule in der Oberpfalz.

### Äußeres
An das im Grundriss nahezu quadratische Langhaus mit Satteldach schließt sich ein eingezogener Chor mit Strebepfeilern an. Im Winkel zwischen Chor und Langhaus ist ein annähernd quadratischer Turm mit welscher Haube angebaut. Portale mit Pilastergliederung in der Westachse erschließen das Schiff vom Marktplatz und vom ehemaligen Schloss her.

### Inneres
Das Innere der Wandpfeilerkirche mit Emporen an drei Seiten wird durch reichen, stark plastischen Stuckdekor der Wessobrunner Schule geprägt, der die architektonische Gliederung betont. Er ist nach Originalbefund durchgehend weiß gehalten und schließt Leinwandbilder im Gewölbe und an den Altären ein. 
Das Schiff und der durch den Chorbogen davon abgesetzte Chor werden durch Tonnengewölbe mit Stichkappen abgeschlossen. Gestaffelt angeordnete seitliche Stuckaltäre führen den Blick zum Hauptaltar. Das Langhaus besteht aus drei Jochen; das westliche Joch hat eine etwas geringere Tiefe und hat verkürzte Wandpfeilernischen für die Eingänge, die zu den rückwärtigen Pfeilerarkaden der Empore überleiten, welche den seitlichen Arkadenwänden entsprechen. Der Typ der Wandpfeilerkirche ist hier entsprechend einer Emporenkirche abgewandelt. Die Stirnseiten der Pfeiler sind mit Doppelpilastern verkleidet, das verkröpfte Gesims bindet Pilaster, Gebälk und Attika in die Wandgliederung mit Emporenbrüstung ein. Die Kapellennischen im Erdgeschoss und die mit Durchgängen versehenen Emporenabschnitte sind parallel zum Hauptraum ausgerichtet.
Die teilweise gegossene Stuckdekoration, bestehend aus Rahmenwerk, Kartuschen, Rosetten, Muscheln, Akanthusranken, Fruchtgirlanden, Putten und Engelsköpfen gliedert die Architektur. Die Ölgemälde zeigen im Chorgewölbe Verkündigung und Kreuzigung, unter den beiden Oratorien Kreuztragung und Beweinung, im Langhausgewölbe Insignien des Papstes und die Heilige Dreifaltigkeit.

## Ausstattung

### Altäre
Der raumgreifende Hauptaltar besteht aus einem Stuckaufbau als Baldachin über vier mit Weinlaub geschmückten, gedrehten Säulen, der von Johann Schmuzer geschaffen wurde und durch Berninis Altar im Petersdom in Rom beeinflusst ist. Er zeigt ein Ölgemälde mit Mariä Himmelfahrt, das mit „Jacobus Potma fecit A 1689“ bezeichnet ist. Im Altarauszug ist Gottvater dargestellt, an der Unterseite des Baldachins das Christusmonogramm angebracht; der Tabernakel stammt von 1912.
Die Seitenaltäre zeigen Ädikula-Aufbauten mit Ölbildern, die ebenfalls von Potma geschaffen wurden: am Chorbogen die Heiligen Joseph und Anna, im Auszug die Namen Jesu und Mariä, in den Seitenkapellen rechts die Heiligen Maximilian und Christophorus mit den Nothelfern, links das Allerheiligste in der Monstranz sowie der heilige Martin.

### Weitere Ausstattung
Das Taufbecken aus Bronze in der westlichen Taufkapelle wurde von Engelbert Süss aus Pfreimd im Jahr 1990 geschaffen. Die Kanzel war ursprünglich von der Empore aus zugänglich und wurde im Jahr 1756 tiefer gesetzt. Das Orgelgehäuse mit Akanthusschnitzerei wurde um 1690 geschaffen. Brustbilder der Apostel und Heiligenfiguren vom Ende des 17. Jahrhunderts gehören weiter zur Ausstattung, ebenso spätgotische Holzfiguren der Muttergottes und der Anna selbdritt mit erneuerter Fassung. Die heutige Orgel ist ein Werk von Hermann Kloss aus dem Jahr 1979 mit 25 Registern auf zwei Manualen und Pedal, welche die Siemann-Orgel von 1911 ersetzte.

### Grabdenkmäler
Rechts im Chor ist der Rotmarmorgrabstein für den Landgrafen Leopold von Leuchtenberg († 1463) angeordnet, mit Darstellung des Verstorbenen als Relieffigur mit geschlossenen Augen in Turnierrüstung und auf dem Totenkissen ruhend. Dieses Werk wurde früher dem Werkmeister von St. Lorenz in Nürnberg, Matthäus Roritzer zugeschrieben. Links als Gegenstück dazu findet sich die Rotmarmorplatte des Heinrich von Leuchtenberg († 1567).